# 426 Hippo
426 Hippo là một tiểu hành tinh rất lớn ở vành đai chính. Nó được Auguste Charlois phát hiện ngày 25.8.1897 ở Nice và được đặt theo tên Hippo Regius, một thành phố cũ (nay là Annaba, Algérie).